# Parioli

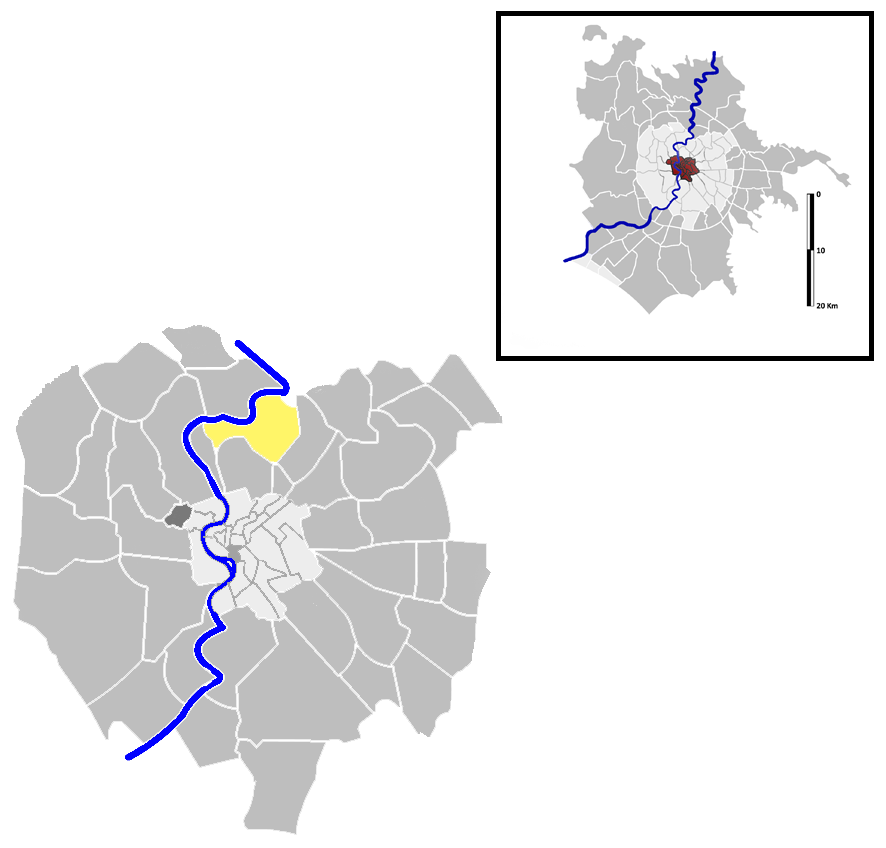
Localisation de Parioli sur la carte administrative de Rome.

Parioli est un quartier et une zone urbanistique de Rome en Italie, situé dans le Municipio II.

## Situation
Le quartier tire son nom des monts Parioli. Il est désigné dans la nomenclature administrative par Q.II et fait partie du Municipio II. Sa population est de 22 346 habitants répartis sur une superficie de 4,750 6 km2.
Il forme également une « zone urbanistique » désigné par le code 2.b, qui compte en 2010 : 23 720 habitants.

## Historique
Parioli fait partie des 15 premiers quartiers créés à Rome en 1911 et officiellement reconnu en 1921.

## Lieux particuliers

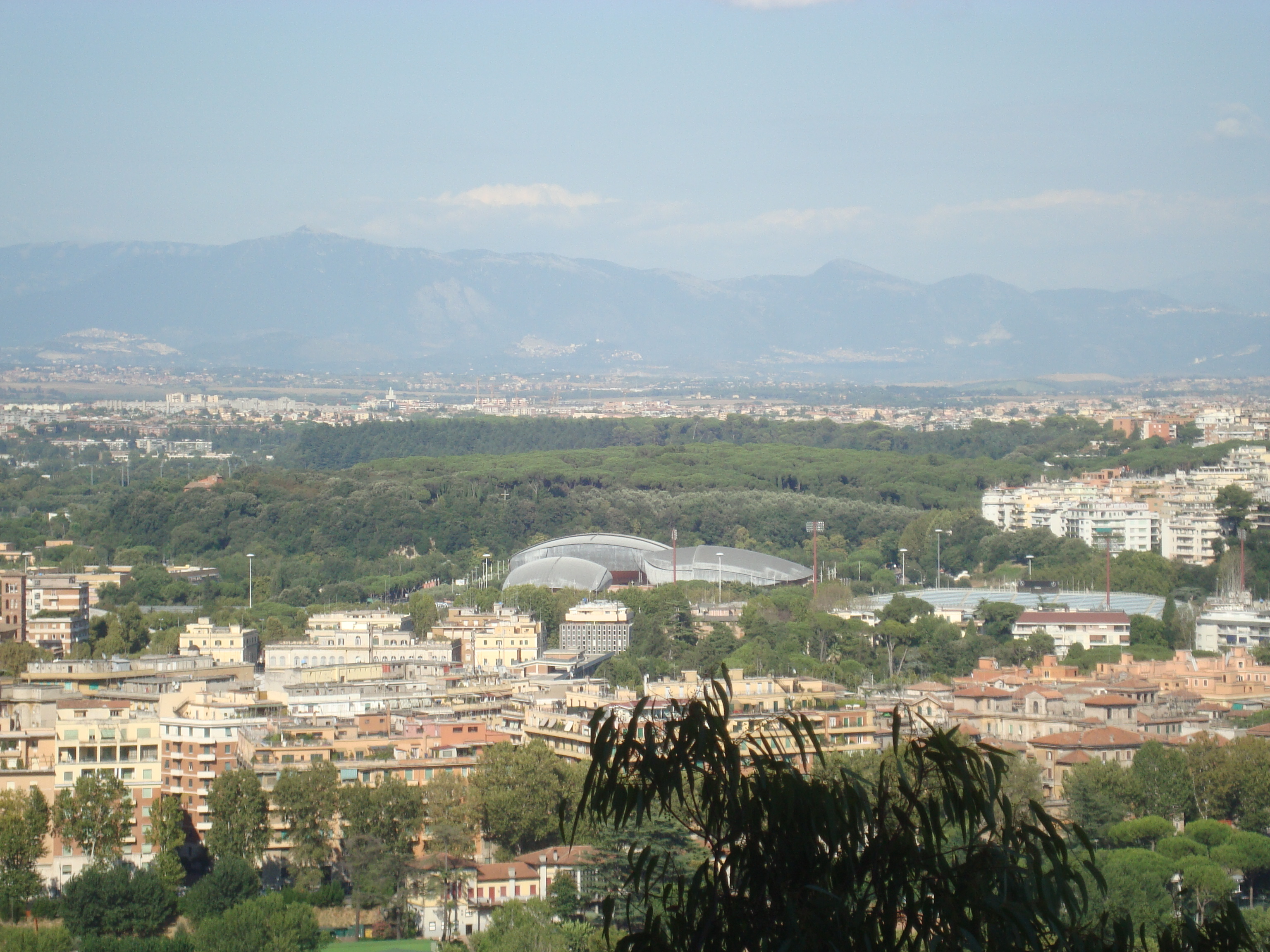
Vue de Parioli depuis le Monte Mario : au centre l'Auditorium Parco della Musica et sur la droite le stade Flaminio, au fond les arbres de villa Ada.

- Fort Antenne
- Villa Ada
- Villa Glori
- Villa Grazioli
- Jardin de la Villa Balestra
- Église San Roberto Bellarmino
- Église San Luigi Gonzaga
- Mosquée de Rome
- Auditorium Parco della Musica
- Stade Flaminio de Rome
- Petit palais des sports